# Alacalufe

Woongebieden van (voormalige) inheemse volken

De Alacalufe, Alakaloef of Kawesqar waren een inheems volk dat leefde op eilanden en langs fjorden in het zuidwesten van Zuid-Amerika. Ze vertoonden culturele overeenkomsten met de Yahgan, die nog zuidelijker woonden, tot bij Kaap Hoorn. De Alacalufe zijn begin 21e eeuw (vrijwel) uitgestorven, al zijn er nog enkele duizenden mesties, die zich Alacalufe noemen.

## Oorsprong
De gletsjers na de laatste ijstijd waren vermoedelijk rond 8.000 à 7.000 v.Chr. uit de omgeving van de Straat van Magellaan verdwenen. Het gebied tussen de Golf van Penas (noord van Wellingtoneiland) en de Straat van Magellaan raakte daarna vanuit het noorden bevolkt; volgens Chapman gebeurde dat redelijk snel.
De Alacalufe die dat gebied gingen bewonen waren net als de Yahgan een kanovarend volk, die langs de Pacifische kust zuidwaarts waren getrokken. Niet duidelijk is, wanneer van een Alacalufe-volk gesproken kan worden en wanneer zij daar arriveerden.

## Woongebied

Verbreiding van inheemse culturen in Chili rond de tijd van de komst van de Spanjaarden. Picunche, Mapuche, Huilliche en Cunco maken deel uit van de Mapuche macro-etnische groep.

Het woongebied van de Alacalufe strekte zich uit vanaf het Península de Brunswick noord- en westwaarts.  De Alacalufe zijn minder bekend en bezocht dan de andere volken van Vuurland en omgeving. Het gebied tussen 41°30' en 53°30' ZB aan de westzijde van het continent is slecht onderzocht. Hun aantal bedroeg in 1869 3500-4000; in 1880 3000 en in 1904 800. In het begin van de 20e eeuw werden ze gezien bij Wellingtoneiland, Last Hope inlet, Port Grappler, Port Tamar, Sholl bay, Dawson Island en het Beaglekanaal. In dit gebied leefden er in 1915 naar schatting 100-200; mogelijk leefden er nog een aantal elders in het doolhof van fjorden. In de tijd dat S.K. Lothrop hen in de zomer van 1924-1925 bezocht, schatte hij het aantal op 150. Ze waren gedecimeerd door rum en ziektes na contacten met westerse schepen, waarmee ze huiden verhandelden voor o.a. tabak en drank. In 1925 veroorzaakte een epidemie van mazelen tientallen doden. Lothrop veronderstelde dat ze daarna bijna waren uitgestorven. Volgens de Chileense volkstelling van 2017 waren er nog altijd 3448 personen, vrijwel allen mesties, die zich beschouwden als nakomelingen van de Alacalufe.

## Cultuur
De cultuur van de Alacalufe leek veel op die van de Yahgan; ze waren eveneens kanovaarders en haalden een groot deel van hun voedsel uit zee. Ze leefden vooral van schaal- en schelpdieren, zeehond en vis. Volgens Lothrop waren het wat betere werklui dan de Yahgan, en waren hun middelen als wapens en kano's wat beter afgewerkt.
De kano's die ze gebruikten, waren 8 tot 9 meter lang en een meter breed, met genoeg ruimte voor een gezin met hun hond. Wegens een op de zee gerichte bestaanswijze, hebben ze nooit het land bewerkt. Ze leidden tot in de 20e eeuw een nomadisch vissersbestaan, en hadden op land slechts tijdelijke verblijfplaatsen. Daarna gingen ze langs de kust in dorpjes wonen; eerst in Puerto Edén, vervolgens ook zuidelijker in Puerto Natales en Punta Arenas. 

##### Taal
Het Kawésqar, ook bekend als het Alacalufe, is een ernstig bedreigde taal die door de Alacalufe wordt (werd) gesproken. Het is een isolaat, met aan het begin van de 21e eeuw 7 sprekers, de meesten in Puerto Edén op Wellingtoneiland.

## Alacalufes als attractie
In 1881 namen Europese antropologen elf Alacalufe uit Patagonië mee, om te worden tentoongesteld in het Bois de Boulogne bij Parijs, en in de Zoo van Berlijn. Slechts vier overleefden het en gingen later terug naar Chili. In 2010 werden de stoffelijke resten van vijf van de zeven die in Europa stierven, naar Chili teruggebracht. Ze werden bewaard in de Universiteit van Zürich. Bij overdracht van de resten bood de president van Chili formele verontschuldigingen aan, dat de staat had toegestaan om deze inheemsen uit hun land te halen, tentoon te stellen en te behandelen als dieren.

## Afbeeldingen

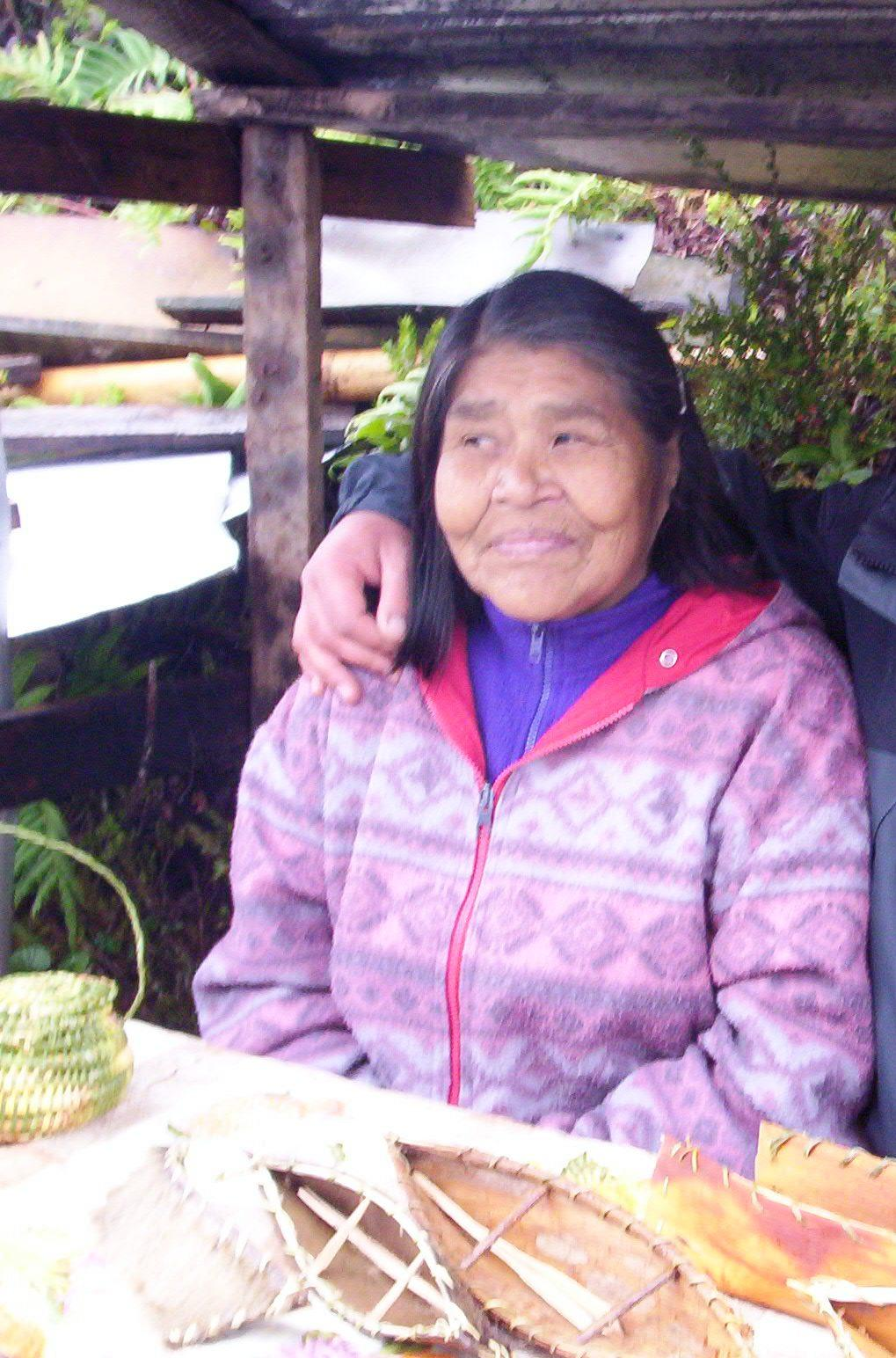
Alacalufevrouw verkoopt souvenirs aan toeristen
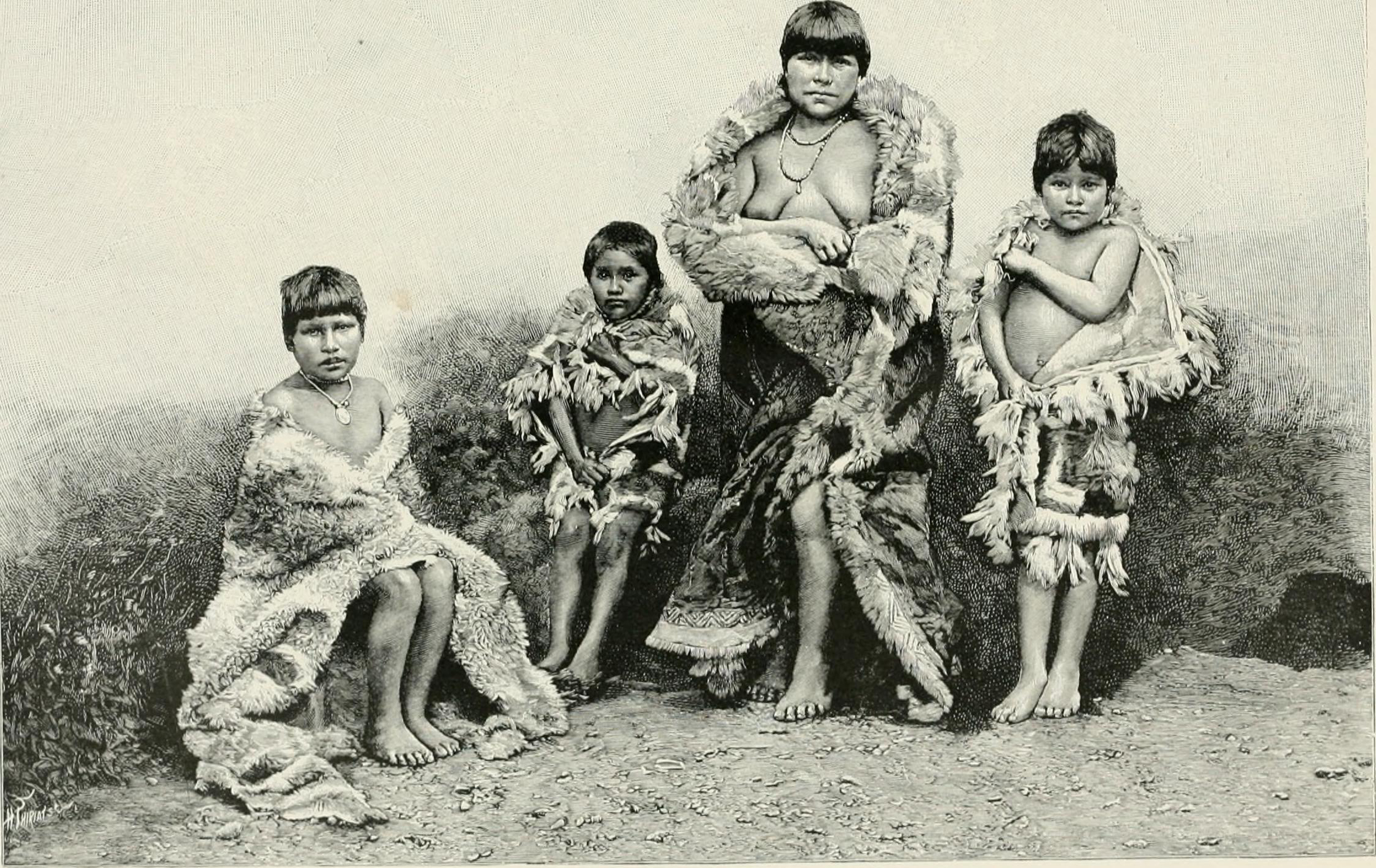
Alacalufe-Vuurlanders, gekleed in guanaco-huiden (ca. 1882)
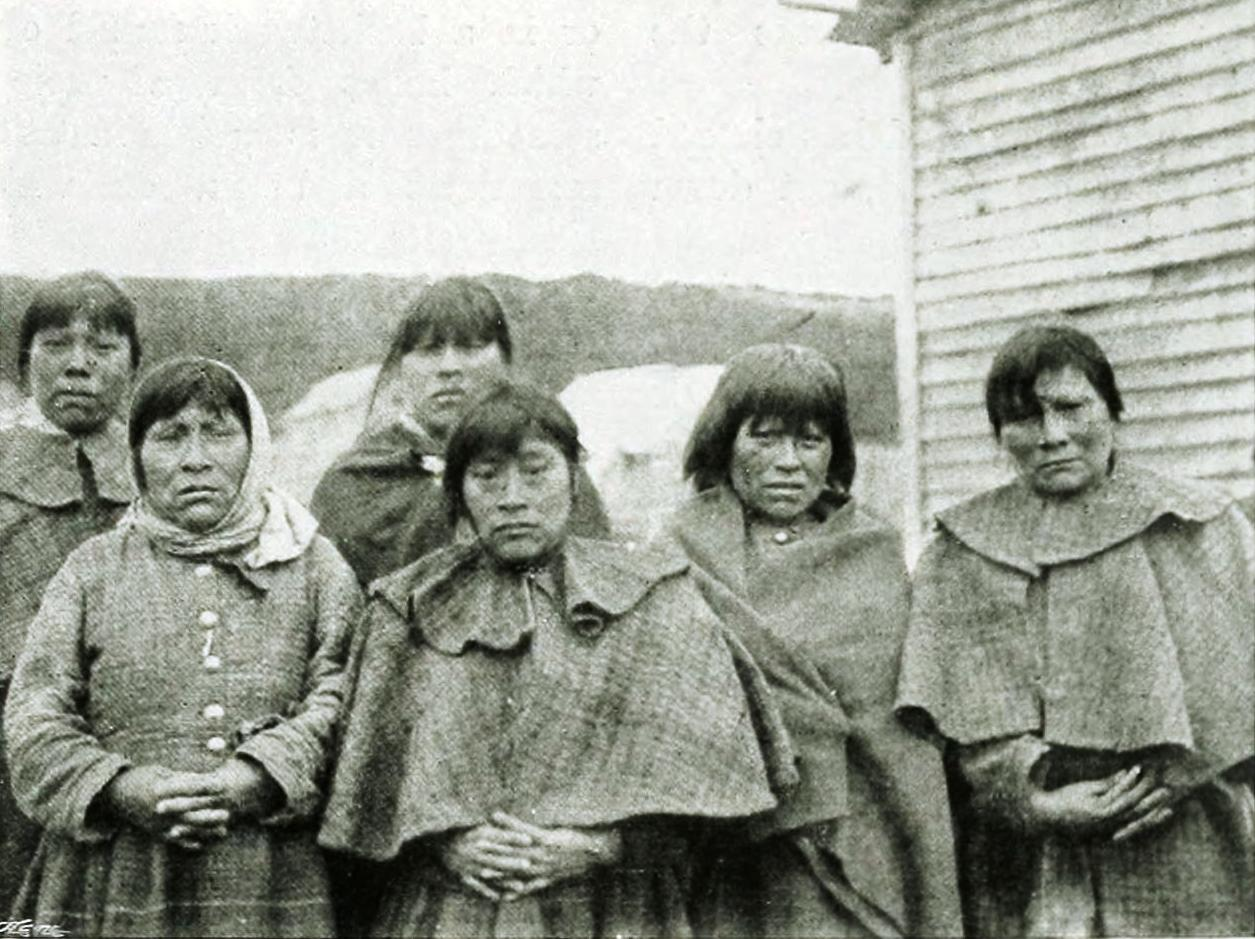
Vrouwen in Europese kleding (1908)
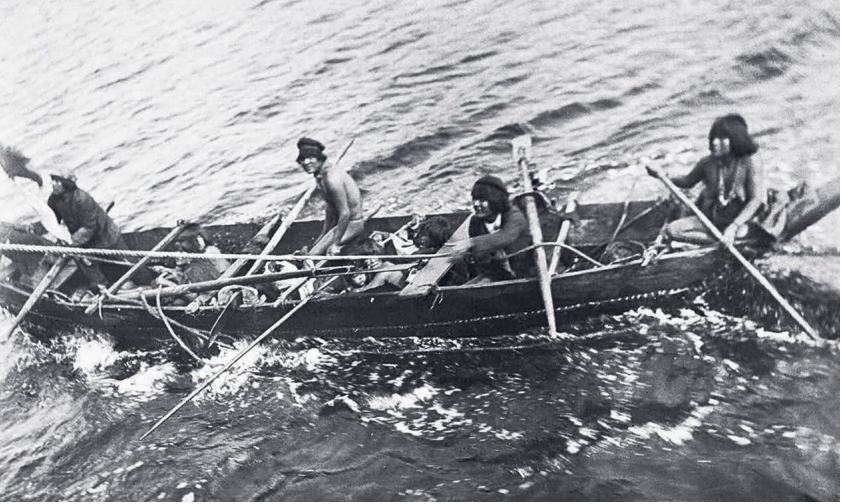
Alacalufe in kano (1895)
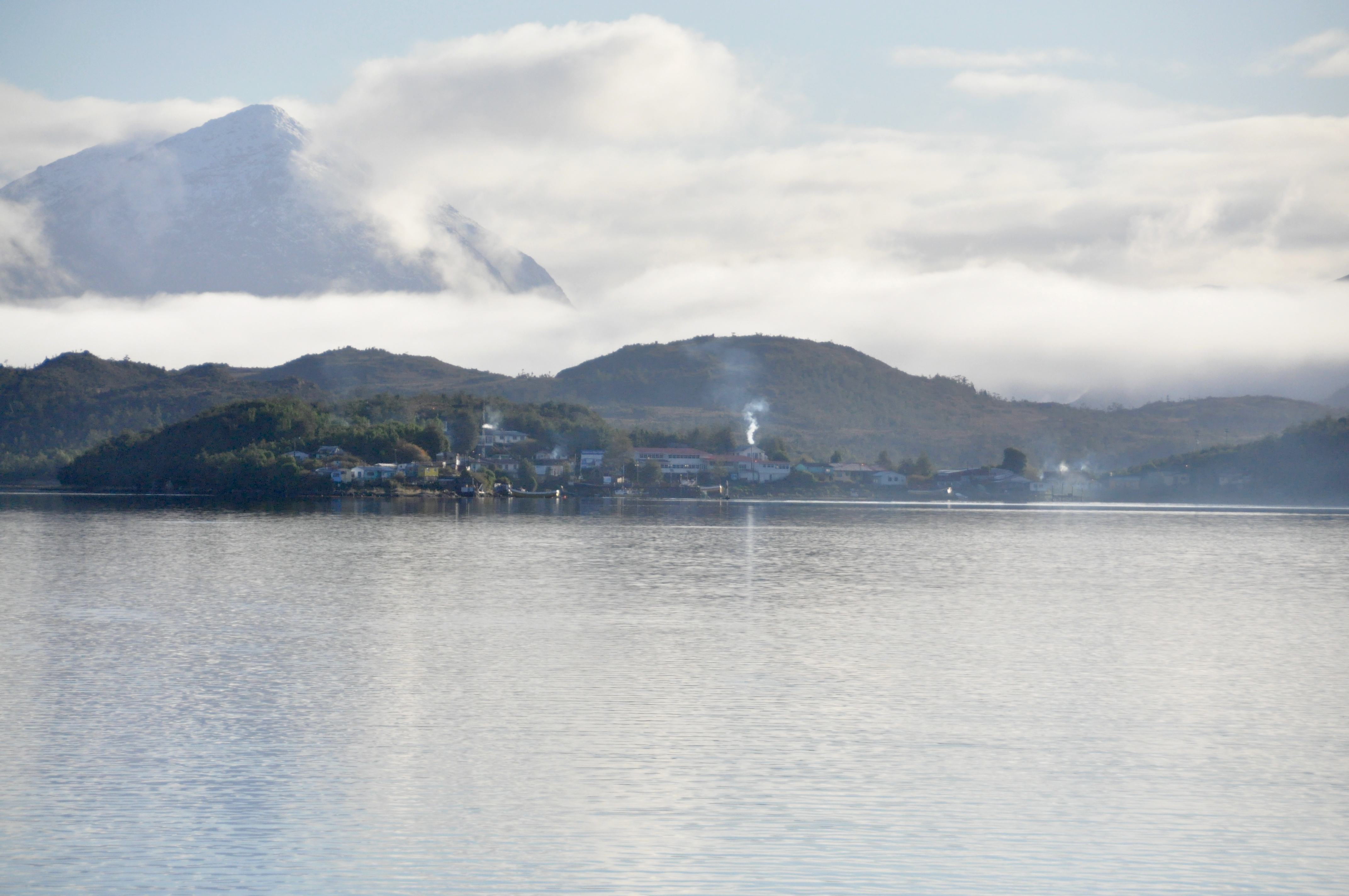
Punto Edén, laatste woonplaats van de Alacalufe